# Neonastes uptoni
Neonastes uptoni är en skalbaggsart som beskrevs av Phillip B. Carne 1985. Neonastes uptoni ingår i släktet Neonastes och familjen Dynastidae. Inga underarter finns listade i Catalogue of Life.